# Lena (Hiszpania)
Lena – gmina w Hiszpanii, w prowincji Asturia, w Asturii, o powierzchni 315,51 km². W 2011 roku gmina liczyła 12 367 mieszkańców.